# Трансзахідноафриканська прибережна магістраль
Трансзахідноафриканська прибережна автомагістраль або TAH 7 — проект транснаціональної автомагістралі, який має з’єднати 12 прибережних країн Західної Африки, від Мавританії на північному заході регіону до Нігерії на сході, з під’їзними дорогами, які вже існують до двох країн, які не мають виходу до моря, Малі і Буркіна-Фасо.
Східний кінець шосе закінчується в Лагосі, Нігерія. Деякі організації, такі як Економічне співтовариство західноафриканських держав (ECOWAS), вважають його західний край Нуакшотом, Мавританія, а інші, такі як наприклад Економічна комісія ООН для Африки, вважають його Дакаром, Сенегал, що породжує ці альтернативні назви для даної дороги:
- Шосе Нуакшот-Лагос
- Шосе Лагос–Нуакшот
- Шосе Дакар-Лагос
- Шосе Лагос-Дакар
- Трансафриканська магістраль 7 у мережі трансафриканських магістралей.

## Маршрут і статус

### Загальна довжина та стан
Протяжність маршруту 4560 кілометрів (2833 милі), з яких 83% або 3777 км (2347 миль) було вимощено згідно з документами Африканського союзу (АС), або 4010 км (2492 милі) з 3260 км (2026 миль) з твердим покриттям, згідно зі звітами Африканського банку розвитку (ADB) (які не включають ділянку Нуакшот-Дакар приблизно 570 км (354 милі). Є близько 9 ділянок з ґрунтовим покриттям, але деякі ділянки з бруківкою потребують реконструкції. Усі вони двосмугові, за винятком коротких чотирьохсмугових автошляхів у східній третині маршруту. У звітах АБР, опублікованих у 2003 році, сказано, що 32% автомагістралі перебувають у поганому стані, 9% – у хорошому стані та 59% – у задовільному. Реконструкція ділянки в Лагосі, Нігерія, почалася в 2010 році, і коли вона буде завершена, ця ділянка матиме десять смуг.

### Органи управління
Шосе є проектом ECOWAS та Нового партнерства для розвитку Африки (NEPAD) АС за фінансування Африканського банку розвитку. Цей маршрут є Трансафриканським шосе № 7 (TAH7) у списку дев’яти автомагістралей Міжнародної дорожньої федерації, які вона вважає пріоритетними для мережі Трансафриканських автомагістралей.

### Маршрут
Міста та країни, які обслуговуються, і стан дороги наведені нижче. Зверніть увагу, що асфальтований альтернативний маршрут Дакар-Бамако-Абіджан (показаний чорним на карті) є більш практичним. Інформація про необхідне будівництво отримана з двох джерел: веб-сайт ECOWAS, недатований документ, і веб-сайт АБР, дата консультаційного звіту - серпень 2003 р. Примітка: «відгалуження» вказує на те, що місто розташоване на відгалуженні від основної траси шосе, «існує» може означати, що для маршруту було прийнято вже існуючу національну дорогу або її ділянку було нещодавно побудовано.
- Нуакшот, Мавританія – існує до:
- Дакар (шпор), Сенегал – існує, до:
- Банжул, Гамбія – існує, деякі ділянки з відсутнім тротуаром, через Гамбію, потім південний Сенегал до:
- Бісау, Гвінея-Бісау – існує до Квебо, з короткою новою ділянкою, необхідною до кордону з Гвінеєю, де планувалося розпочати будівництво великого мосту через річку Когон у 2004 році;
- новий 200 км потрібна ділянка в Гвінеї від кордону до Боке;
- у Гвінеї існує кордон від Боке до Конакрі (відгалуження) та Сьєрра-Леоне;
- у Сьєрра-Леоне реконструкція 126 км від Памалапа до Фрітауна (шпор) потрібен, ділянка до Бандаджуми існує, 97 км потрібна нова дорога з новим мостом через річку Моа до Зіммі, що продовжується до кордону з Ліберією;
- у Ліберії існує ділянка через Монровію вглиб країни до Ганти, а нова ділянка потребує приблизно 100 км будівництва, кордон Ганта-Тапіта-Тоблі-Кот-д'Івуар;
- у Кот-д'Івуарі потрібна нова ділянка від кордону з Ліберією через Тулепльо до Блолекіна, тоді як дорога звідти через Ямусукро та Абіджан до кордону з Ганою завершена:
- у Гані дорога існує через Кейп-Кост і Аккру до кордону з Того, а 31 км на схід від Акаці до Дзодзе замінюється новою дорогою, паралельною старій;
- 80 км через Того замінюється новою дорогою, що обходить Ломе з північного боку;
- ділянка Беніну через Котону та Порто-Ново існує до нігерійського кордону:
- близько 60 км від кордону до Лагоса, Нігерія існує.

### Під’їзні дороги та інші транснаціональні магістралі
Бамако, Малі та Уагадугу, Буркіна-Фасо (дві країни ECOWAS, що не мають виходу до моря), вже з’єднані з прибережним шосе асфальтованими дорогами до Абіджана, Аккри та Ломе. Лагос пов'язаний через найбільшу мережу автомобільних доріг з твердим покриттям у Західній Африці, національну мережу доріг Нігерії, з посиланнями на сусідні країни Нігер, Чад і Камерун.
Транссахельське шосе — це ще один проект ECOWAS, що проходить паралельно прибережній магістралі, що з’єднує країни Сахеля в Західній Африці від Дакара до Нджамени, Чад.
Дві інші транснаціональні дороги також розробляються від Лагоса для сполучення з Трансзахідноафриканським прибережним шосе:
- TAH 2 (Транссахарське шосе) до Алжиру, Алжир, більша частина вже асфальтована.
- TAH 8 (Шосе Лагос-Момбаса), все ще потребує довгої асфальтованої ділянки через Демократичну Республіку Конго. Таким чином, Трансзахідноафриканську прибережну магістраль можна розглядати як західний кінець маршруту, що охоплює континент від його західного краю практично до його східного краю на загальну відстань 10 269 км (6 381 милі).

## Дивись також
- Трансафриканська мережа автомагістралей
- Транссахарське шосе
- Транссахельське шосе
- Шосе Каїр–Дакар